# 금천층
금천층(Geumcheon formation, 黔川層)은 대한민국 삼척탄전, 강릉탄전, 정선-평창탄전, 영월탄전, 단양탄전에 분포하는 평안 누층군의 퇴적암 지층으로 주로 사암과 셰일로 구성되며 석회암과 무연탄을 포함한다. 지층의 지질시대는 고생대 석탄기이며 과거 사동층 하부에 해당하는 지층이다. 금천층의 이름은 강원특별자치도 태백시 금천동에서 유래되었다.

## 개요
대한민국에 분포하는 평안 누층군은 최대 1,400 m의 두께를 가진다. 평안 누층군은 과거 하부로부터 홍점통(→만항층), 사동통(→금천층, 장성층), 고방산통(→함백산층, 도사곡층, 고한층), 녹암통(→동고층)으로 구분하였다. 코다이라(Kodaira, 1924)는 북한 지역의 평남 분지에 분포하는 후기 고생대 퇴적암층을 평안계(system)라고 제안하였고, 카와사키(Kawasaki, 1927)와 타테이와(Tateiwa, 1931)는 평안계를 4개의 통(series; 현재의 층군에 해당) 즉 홍점통, 사동통, 고방산통 그리고 녹암통으로 구분하였다. 남한 지역의 태백산 분지에 분포하는 평안 누층군의 층서는 일본 학자들과 태박산지구지하자원조사단(GICTR, 1962)에 의해 처음으로 북한 지역과 유사한 4개의 통으로 구분되었다. 그러나 분단 이후 북한 지역의 접근이 불가능해졌을 뿐 아니라 평남 분지와 태백산 분지로 대표되는 양 지역 간의 암상 차이 및 대비 문제가 점차 제기되었다. 이에 1969년 정창희는 삼척탄전을 평안 누층군의 표식지로 삼고, 그 층서를 하부에서부터 만항층, 금천층, 장성층, 함백산층, 도사곡층, 고한층, 동고층으로 새로 설정하였다. 그리고 만항층과 금천층을 고목층군, 장성층과 함백산층을 철암층군, 도사곡층, 고한층, 동고층을 황지층군으로 설정하였다. 이들 지층명은 오늘날 대한민국에 분포하는 평안 누층군의 표준 층서로 자리잡아 현재는 대부분의 연구자가 이 명칭을 사용한다. 조선민주주의인민공화국의 평남 분지에 분포하는 평안 누층군은 하부로부터 홍점통, 입석통, 사동통, 고방산통 등으로 분류된다. 현재까지도 북한 지역에서는 사동통의 하부를 후기 석탄기의 입석통으로 분리한 것을 제외하면 같은 층서를 사용하고 있다.
평안 누층군의 지질 계통표와 층서는 다음과 같다. 그간 평안 누층군을 대상으로 이루어진 많은 조사 연구가 석탄 개발을 목적으로 한 바, 평안 누층군의 분포지는 일반적으로 지역명 뒤에 탄전(炭田)이라는 명칭을 붙여 사용한다.
| 지질 시대                      | 지질 시대                    | 지질 시대    | 지역     | 지역       | 지역          | 지역     | 지역     | 지역     | 지역     | 지역     | 지역     |
| 기                             | 세                           | 절           | 삼척탄전 | 강릉탄전   | 정선-평창탄전 | 영월탄전 | 단양탄전 | 보은탄전 | 화순탄전 | 평남분지 | 두만분지 |
| ------------------------------ | ---------------------------- | ------------ | -------- | ---------- | ------------- | -------- | -------- | -------- | -------- | -------- | -------- |
| 중생대 삼첩기 201.3–252.17 Mya | 중세 237–247.2 Mya           | 아니시안     | 동고층   |            | 박지산층      |          | 동고층   |          | -        | 태자원통 |          |
| 중생대 삼첩기 201.3–252.17 Mya | 전세 247.2–252.17 Mya        | 인두안       | 동고층   |            | 상원산층      |          | 동고층   |          | -        | 태자원통 |          |
| 고생대 페름기 252.17–298.9 Mya | 로핑기아 252.17–259.8 Mya    | ch           |          |            |               |          |          |          | -        | 고방산통 | 송상통   |
| 고생대 페름기 252.17–298.9 Mya | 과달루페 259.8–272.3 Mya     | 카피탄       | 고한층   | (언별리층) | 옥갑산층      |          | 고한층   |          |          | 고방산통 | 송상통   |
| 고생대 페름기 252.17–298.9 Mya | 과달루페 259.8–272.3 Mya     | 워디안       | 도사곡층 | 망덕산층   | 옥갑산층      |          | 도사곡층 |          | -        | 고방산통 | 송상통   |
| 고생대 페름기 252.17–298.9 Mya | 과달루페 259.8–272.3 Mya     | 로디안       | 도사곡층 | 망덕산층   | 옥갑산층      |          | 도사곡층 |          | 천운산층 | 고방산통 | 송상통   |
| 고생대 페름기 252.17–298.9 Mya | 시수랄리아 272.3–298.9 Mya   | 쿤쿠리안     | 함백산층 | 함백산층   | 옥갑산층      |          | 함백산층 | 함백산층 | 천운산층 | 고방산통 | 계룡산통 |
| 고생대 페름기 252.17–298.9 Mya | 시수랄리아 272.3–298.9 Mya   | 아르틴스키안 | 장성층   | 장성층     | 장성층        | 미탄층   | 장성층   | 장성층   | 함탄층   | 사동통   | 계룡산통 |
| 고생대 페름기 252.17–298.9 Mya | 시수랄리아 272.3–298.9 Mya   | 사크마리안   |          |            | 밤치층        | 밤치층   |          | 밤치층   |          | 사동통   | 암기통   |
| 고생대 페름기 252.17–298.9 Mya | 시수랄리아 272.3–298.9 Mya   | 아셀리안     |          |            | 밤치층        | 밤치층   |          | 밤치층   | 입석통   |          | 암기통   |
| 고생대 석탄기 252.17–298.9 Mya | 펜실베이니아 298.9–323.2 Mya | 모스크바     | 금천층   | 금천층     | 금천층        | 판교층   | 금천층   |          | 오음리층 | 홍점통   |          |
| 고생대 석탄기 252.17–298.9 Mya | 펜실베이니아 298.9–323.2 Mya | 모스크바     | 만항층   | 만항층     | 만항층        | 요봉층   | 만항층   | 만항층   | 용마산층 | 홍점통   |          |
| 고생대 석탄기 252.17–298.9 Mya | 펜실베이니아 298.9–323.2 Mya | 바시키르     | 만항층   |            | 만항층        | 요봉층   | 만항층   |          | 용마산층 |          |          |

## 삼척탄전

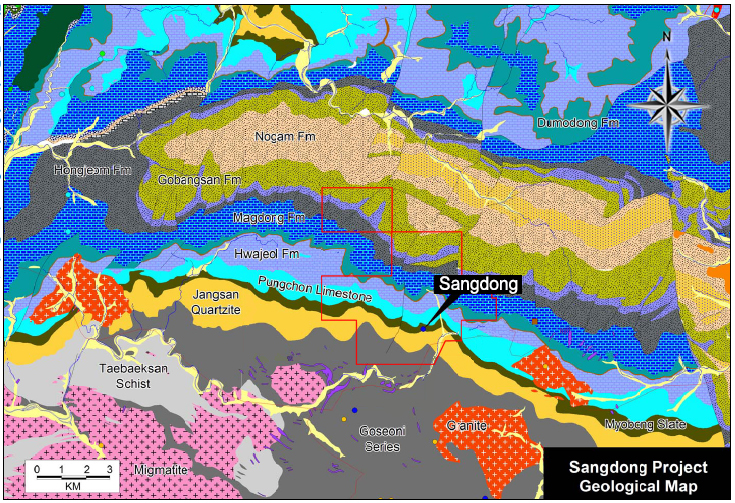
상동광산 주변의 지질도. 백운산 향사대의 구조가 잘 드러나 있다.

### 암상
정창희(1969)에 의하면 금천층은 암회색 사암, 셰일, 석회암이 교호하며 석탄이 0.5 m 두께로 렌즈상으로 협재된다. 태백시 장성동-금천동 지역의 장성탄광 지역에서 금천층이 가장 잘 드러나며 이 지역에서는 7개 석회암층과 2 내지 3개의 석탄층이 협재된다. 석탄층은 셰일 혹은 석회암에 협재된다. 금천-장성 지역에서 금천층의 두께는 120 m 이상이나 같은 지역에서도 횡적인 변화가 심해 평균 두께는 70 m이다. 각 암석층의 두께는 사암이 1~3 m, 석회암이 0~5 m, 셰일층 10 m 이상이다. 금천층 석탄의 열량은 6,000 cal 이상으로 추정된다. 하부의 만항층으로 갈수록 점이적으로 색이 연해져 하한을 정하지 어렵다. 금천층 상한 위에는 장성층의 JA 윤회층이 있어 금천층의 상한을 정하기 쉽다. 금천층은 지역별로 암상과 두께의 변화가 크다.
- 장성탄광 : 금천층은 120 m 이상의 두께로 잘 발달하나 강원탄광에서는 두께가 감소한다. 금천광산과 함태광산 간 지역에서는 금천층이 함백산 단층에 의해 잘려나가고 위에 장성층만 남아 있다.
- 도계탄광 : 금천층은 60 m 두께로 발달하며 2~4개 석회암층을 협재한다.
- 황지탄광 : 이 지역에서 금천층은 두께가 다양하며 지층의 두께는 20 m 까지 감소한다. 한 단면에서는 2개 석회암층이 1 m 두께로 협재된다.
- 어룡-동고탄광 : 이 지역에서 금천층은 두께가 20 m 이하이며 단 하나의 석회암층만 협재된다.
- 동고-함백탄광 간 지역에서 금천층은 매우 얇아지며 사북 지역에서는 석탄층이 출현하지 않는다. 자미원-함백 지역에서는 금천층이 첨멸해 장성층의 JA 층이 만항층 위에 바로 오게 된다.
- 함백탄광 지역에서 금천층은 첨멸한다. 이 지역에서 평안 누층군은 백운산 향사대를 따라 반원형으로 분포하고 만항층은 습곡축 서쪽으로 더 이어진다. 백운산 향사대 남쪽 날개 지역에서도 금천층은 두께가 매우 얇거나 아예 없다. 이런 상태가 지속되다가 동원광산의 화절치부터 금천층이 1~2매의 석회암을 협재하며 20 m 두께로 나타난다.
- 동원-정암탄광 지역에서 금천층은 두께가 70 m 이상으로 증가하며 석회암층도 4매 혹은 더 많이 협재된다. 정암 탄광과 주변 지역에서는 습곡에 의해 금천층 분포지역이 매우 넓어져 2 km 에 이른다. 3~4회 반복되는 이 습곡은 등사(isoclinal) 습곡이어서 지표에서는 인지되지 않는다.

정창희(1973)에 의하면 금천층은 원래 사동통 하부에 해당하는 것으로 석회암층을 협재하는 부분을 분리하여 명명한 것이다. 사동통은 평양 부근에 발달된 함탄층과 그 하위의 흑색 지층을 합하여 부른 것으로 지질시대는 페름기로 규정되어 있다. 따라서 과거 삼척탄전 지질조사 당시 삼척탄전의 흑색층을 사동통에 대비했다. 그러나 삼척탄전의 소위 '사동통' 하부에서는 모스코비안 상부에 해당하는 방추충의 화석이 발견되었고 페름기의 화석은 전혀 발견되지 않아 이후 금천층으로 명명되었다. 
금천층은 곳에 따라 1~4매의 석회암층을 협재한다. 본 층이 명명된 장성탄광의 금천갱에서는 4매의 석회암층이 발견된다. 석회암층은 얇은층의 석탄층과 밀접한 관계를 가지고 발달한다. 사암, 셰일, 석회암, 석탄층과 함께 수 회의 윤회(輪廻)층을 구성한다. 이는 상위의 장성층이 육성층으로만 구성된 윤회층과는 대조적인 사실이다. 금천층은 70~100 m의 두께를 가지며 삼척탄전에서는 장성층과 밀접한 관계를 가지고 전 탄전에 걸쳐 발달되어 있다.
김항묵(1978)에 의하면 금천층은 만항층 위에 정합적으로 놓인다. 구성 암석은 사암, 셰일, 석회암이고 얇은 석탄층을 협재한다. 전 층에 걸쳐 만항층에 비해 셰일이 우세하고 사암이 보다 조립질이며 현저히 암회색이다. 본 층의 석회암은 만항층에 비해 협재 빈도가 높고 더 두껍다. 석회암은 방추충, 코노돈트, 해백합 줄기 화석을 포함하며 강동탄광에서는 석회암 중에서 완족패 화석이 발견되었다. 본 층에는 석회암이 보통 3매 협재되어 있으나 최대 7매에 달하는 곳도 있고 단위층의 두께는 보통 2~3 m, 최대 10 m에 달하는 곳도 있다. 두께 50 cm 이상의 앏은 석탄층은 석회암층 사이에 놓이거나 그 상위 혹은 하위에 놓이기도 한다. 셰일은 흔히 탄질이다. 강동탄광의 암회색 셰일 중에는 직경 2 cm의 니질(泥質)황철석 단괴가 산출된다. 삼척시 도계읍 상덕탄광 부근의 본 층은 사층리를 발달시키는 조립사암을 주로 한다. 본 층의 암상은 심한 횡적 변화를 보여 주는 것은 확실하나 함백탄광과 묵산탄광에서는 본 층이 없고 만항층 위에 장성층이 바로 놓이는 경우도 있다. 본 층의 두께는 함백탄광에서 0 m~장성탄광 금천구에서 최대 120 m이다.
삼척탄전 서부 지역에서의 금천층은 주로 암회색 내지 흑색 셰일과 세립 사암으로 구성되며 3~4매의 암회색 석회암 및 2~3매의 석탄층을 협재한다. 이들 석탄층은 가행 대상이 되지 않는다. 본 지층에서는 소형 유공충, 방추충, 완족류, 코노돈트의 화석이 산출되며 만항층과 본 층이 해성층임을 지시한다.
김정환과 김태호(1985)에 의하면 함백산 단층 동부 소도동-금천동-장성동 지역에서의 금천층은 만항층을 정합적으로 덮는다. 금천층의 최하부는 암회색 석회암을 기저로 하여 세립질 사암과 셰일의 윤회층으로 구성되며 중부는 암회색 석회암, 셰일 및 석탄층의 윤회층이며, 상부는 석회암, 셰일 및 사암의 호층대로 구성된다. 금천층 내에 함유된 함유된 여러 종류의 화석들은 본 지층이 해성층임을 지시한다.

### 화석
최덕근(1988)은 영월군 상동읍 구강동 지역에 분포하는 금천층의 암회색 셰일에서 한국에서 최초로 발견된 코뉴라리드 화석 Paraconularia geumcheonensis을 보고하였다.
박수인(1989)에 의하면 정선군 사북-고한 지역에서의 금천층은 주로 (암)회색 셰일과 세립질 사암으로 구성되며, 암회색 석회암이 3~4매 협재된다. 금천층 석회암의 두께는 곳에 따라 차이가 있는데 6 m에 달하는 석회암도 있다. 또한 이들 석회암 내에는 얇은 처트가 수 매 협재되어 있다. 이들 석회암에는 방추충, 완족류, 개형류, 해백합 줄기, 코노돈트 등이 풍부히 산출된다. 지층의 두께는 약 70 m 내외이다.
원명숙(1999)은 통리재-도계읍에 분포하는 만항층과 금천층의 석회암에서 산출되는 코노돈트와 그 생층서를 연구하였다. 금천층은 주로 암회색 사암, 셰일, 석회암으로 구성되고 대부분의 석회암은 셰일 내에 협재되며 그 두께는 다양하다.  금천층의 석회암에서 Idiognathodus delicatus, Idiognathodus claviformis, Neognathodus medexultimus, Gondolella bella, Hindeodus minutus, Diplognathodus edentulus, Diplognathodus orphnus가 산출되어 금천층에서 Gondolella bella 생층서대가 설정되었고 금천층의 지질시대는 석탄기 모스크바절 더모이네시안(Desmoinesian)조이다.
박수인과 오재경(2000)은 삼척탄전 태백시 지역에 분포하는 만항층과 금천층의 석회암에서 코노돈트 화석을 연구하였다. 이 지역의 금천층은 두께 70 m로 주로 암회색 사암, 셰일, 석회암으로 구성되며 통리-신번지 간 국도변, 함백산고원육상훈련장 일대, 심포리 일대에 잘 드러나 있다. 금천층의 석회암은 대개 셰일 내에 협재되며 그 두께는 다양하다. 금천층의 주향은 북동 45~70°, 경사는 북서 40~70°이고 변화가 심하다. 금천층의 석회암에서는 Neognathodus medexultimus, Neognathodus roundyi, Neognathodus dilatus, Gondolella bella, Diplognathodus coloradoensis, Diplognathodus edentulus, Hindeodus minutus, Idiognathodus delicatus, Streptognathodus elegantulus 등의 코노돈트가 산출되어 만항층과 금천층의 석회암이 해수의 순환이 좋은 얕은 바다에서 퇴적되었음을 지시한다.
박수인과 선승대(2001)는 삼척탄전 태백시 지역의 만항층과 금천층의 코노돈트 화석군을 조사하고 생층서대를 설정하였다. 이 지역의 금천층은 암회색 사암과 셰일, 녹회색 셰일과 셰일에 협재되는 (암)회색 석회암으로 구성되며 드물게 석탄을 협재한다. 금천층 석회암에서 Idiognathodus delicatus, Neognathodus medexultimus, Neognathodus roundyi, Neognathodus dilatus, Diplognathodus edentulus, Hindeodus minutus, Streptognathodus elegantulus, Gondolella bella이 산출되어 금천층의 코노돈트 생층서대는 Neognathodus roundyi대로 지정될 수 있다. 이 생층서대와 금천층 코노돈트에 의해 금천층의 지질시대는 북아메리카의 중기 석탄기 더모이네시안조(Desmoinesian stage, 모스크바절)에 대비될 수 있다. 이 연구에서 연구자들은 다음 7개 지점에서 석회암의 표품을 채취하였다.
| 위치                                   | 좌표                                                                | 지층과 암석            |
| -------------------------------------- | ------------------------------------------------------------------- | ---------------------- |
| 싸리재 부근 국도 제38호선 도로변       | 북위 37° 11′ 55″ 동경 128° 55′ 30″ / 북위 37.19861° 동경 128.92500° | 만항층 렌즈상 석회암   |
| 태백고원육상훈련장 사무실 부근 절개지  | 북위 37° 09′ 16″ 동경 128° 55′ 17″ / 북위 37.15444° 동경 128.92139° | 금천층 석회암          |
| 예낭골 마을 개울가                     | 북위 37° 11′ 15″ 동경 129° 00′ 35″ / 북위 37.18750° 동경 129.00972° | 만항층과 금천층 석회암 |
| 심포리 마을에서 38번 국도쪽으로 소로변 | 북위 37° 10′ 47″ 동경 129° 02′ 12″ / 북위 37.17972° 동경 129.03667° | 금천층 석회암          |
| 신번지 계성농장 양계장에서 상류쪽      | 북위 37° 11′ 18″ 동경 129° 01′ 34″ / 북위 37.18833° 동경 129.02611° | 금천층 석회암          |
| 신번지 국도 제38호선 도로변            | 북위 37° 11′ 16″ 동경 129° 01′ 57″ / 북위 37.18778° 동경 129.03250° | 금천층 상부석회암      |
| 금천동 최초석탄발견기념비탑 부근       | 북위 37° 05′ 59″ 동경 129° 00′ 06″ / 북위 37.09972° 동경 129.00167° | 만항층과 금천층 석회암 |

## 금천-장성층
이현석과 조성권(2006)은 금천층과 장성층이 그 경계부에서 암상이 점이적으로 변하고 두 지층이 암상에 의해 구분되지 않는다고 하여 두 지층을 하나로 묶어 금천-장성층(Geumcheon-Jangseong Formation)을 새로 제안하였다.
- 이현석과 조성권(2006)에 의해 새로 정해진 금천-장성층은 암회색/흑색 사암과 셰일로 이루어지며 회색의 석회암층이 협재된다. 강동 단면에서는 수 미터 두께의 생물교란(bioturbated) 석회암층이 협재된다. 상하부에 나타나는 흑색 셰일은 Annularia, Lobatannularia, Sphenophyllum, Neuropteris과 같은 식물 화석을 포함한다. 이러한 암상 조합은 얕은 조하대에서 해안 습지나 석호(coastal swamp or coastal lagoonal) 환경에서 퇴적된 것으로 해석된다. 지층의 두께는 장성 단면에서 90 m이다.[16]
- 이상민 등(2010)은 장성동 북서쪽 13 km의 강동 단면(N 37°09'43", E 128°52'53"), 장성동의 장성 단면(N 37°06'01", E 129°00'07"), 장성동 동쪽 5 km의 동광 단면 (N 37°06'12", E 129°03'15") 3개 단면을 조사하였다. 결과로 Rhipidomella parva n. sp. 그리고 Stenoscisma wooi n. sp. 2개 신종을 포함한 20속 23종의 완족류 화석을 바탕으로 금천-장성층에서 Choristites, Rhipidomella, Hustedia 3개의 완족동물 화석군을 찾아내었다.[17]
  - 구래 지역의 등산로에 드러난 강동 단면은 금천-장성층 하부에 해당하며 흑색 셰일, 암회색 실트스톤, 흑색 사암과 박층의 석회암으로 구성된다. 이곳의 2개 셰일 층준에서는 완족류와 이매패류 화석이 풍부하게 산출된다.
  - 금천 마을로 가는 길에 있는 장성 단면은 만항층 최상부에서 금천-장성층 최상부까지 150 m가 드러나 있다. 이 단면의 중부는 역암, 사암, 식물 화석이 산출되는 암회색과 흑색 셰일로 구성되며 완족류, 이매패류, 산호, 삼엽충 등의 화석이 산출되는 층준은 만항층과 금천-장성층의 경계에 가깝다. 단면의 상부는 역암, 흑색 사암과 셰일로 구성된다.
  - 구문소 인근의 사면에 200 m 두께로 드러난 동광 단면에는 금천-장성층의 대부분이 드러나 있다. 단면의 하부는 회색 실트스톤, 녹회색 사암, 불연속적인 석회암으로, 흑색의 괴상 사암과 셰일로 구성되어 있으며 중간에 식물 화석을 포함하는 두께 4 m의 회색 셰일층이 있다.

## 강릉탄전
금천층(Geumcheon Formation)은 과거의 상부 홍점층에 해당하며 암회색 사암, 흑색 세립질사암, 사질셰일과 셰일로 구성되고 2매 이상의 렌즈상 석회암을 협재한다. 이 석회암층준에서 4종의 방추충 화석과 기타 유공충의 화석이 보고되어 있다. 지층의 두께는 80~120 m이다.

## 정선-평창탄전

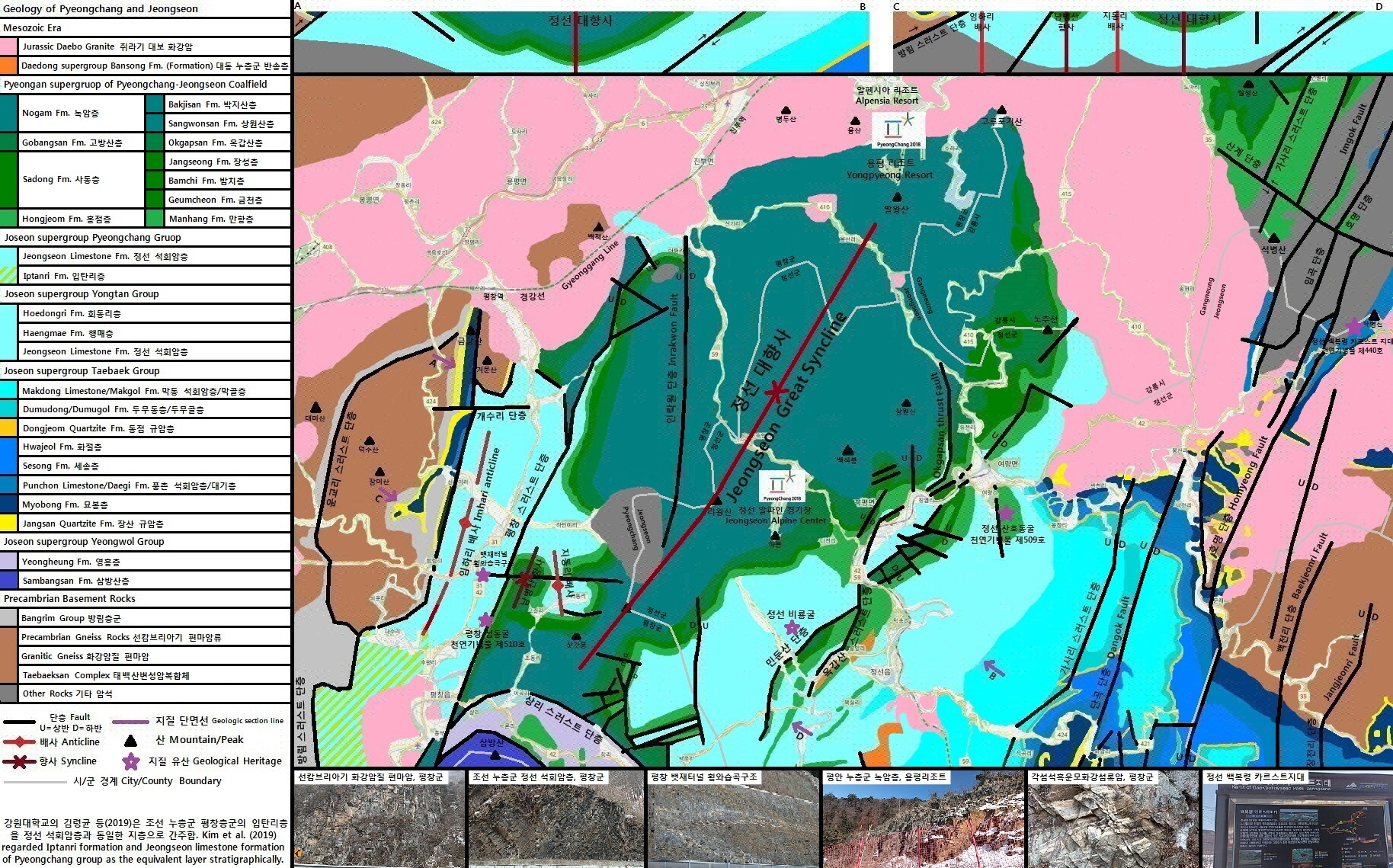
평창군-정선군 일대에 분포하는 평안 누층군

금천층(黔川層)은 사동층으로 불려지던 함탄층의 하부 석회암대에 해당하는 지층이다. 주로 흑색 내지 암회색 셰일과 회색 내지 암회색 사암 및 2~3매의 암회색 렌즈상 석회암으로 구성되며 국부적으로 석탄층이 협재되기도 한다. 지층의 두께는 60 m 정도이다.

## 단양탄전
단양 지역 금천층의 경사는 대체로 북동 50~70°, 경사는 북서 20~70°이다.

### 암상
정창희(1971)에 의하면 금천층은 암회색 중립사암 내지 세립사암을 두고 싱부에 암회색 내지 흑색 셰일이 있으며 암회색 석회암층을 2~3매 협재함이 특징이다. 이 석회암에는 후기 모스코비안을 지시하는 방추충의 화석이 발견된다. 금천층의 두께는 50~70 m으로 얇지만 단양탄전 전 지역에 발달하며 단양읍 고수리에서는 주 분포대 서쪽에 스러스트 단층에 의해 다시 노출된다. 금천층은 만항층을 정합으로 덮고 장성층에 의해 부정합으로 덮인다.
손치무(1975)에 의하면 함백산층은 가장 넓게 분포하며 장성층 위에 있지만 만항층 및 금천층, 조선 누층군과도 직접 접하며 이러한 현상이 단층에 의한 것이라고는 볼 수 없다고 하였다.
금천층은 종래의 사동층 하부에 해당하는 지층이다. 태백산지구 지하자원조사 당시의 지질도(1962)에는 단양읍 고수리에서 가곡면 덕천리로 가는 고수재로에 만항층(홍점층)만이 드러난 것으로 되어 있으나 1993년 정창희의 조사에 의해 금천층의 하부가 만항층의 서측에 동반되어 있음이 밝혀졌다. 고수리 자동차 도로 고개 부근에서는 흑색의 셰일이 발견되고 암회색의 사암도 발견된다. 주목할 만한 점은 셰일 중에 암회색의 석회암층이 협재되는 것으로 석회암층은 3매가 발견되는데 그 중의 한 층은 두께가 2 m에 달하며 여기서 석탄기의 방추충과 함께 산호(珊瑚)의 화석이 발견되었다.(→따라서 금천층은 해성층) 금천층은 그 서측에서 단층을 사이에 두고 막동 석회암층과 접한다. 이곳의 막동 석회암층은 쥐라기의 반송층에 의해 부정합으로 덮여 있다. 금천층 분포의 폭은 고수리 고갯길에서 250 m이고, 두께는 60 m이며 고수동굴 남동쪽에서는 분포의 폭이 70 m, 두께 70 m이다.

### 화석
이창진과 김기룡(1995)은 단양탄전 고수리 지역의 금천층 중부의 석회암 층준에서 Ozawainella turgida, Neostaffella sphaeroidea, Beedeina schellwieni, Fusulina sp., Hanostaffella sp. 5속 5종의 방추충(푸줄리나) 화석을 발견하였다. Hanostaffella는 삼척탄전의 금천층에서도 보고된 바 있으며 단양탄전 지역에서의 금천층은 석탄기 펜실베이니아세 모스크바절(Moscovian, 모스코비안) 중부에 퇴적된 것으로 보인다.
단양 지역의 금천층은 주로 암회색 내지 흑색 셰일과 세립사암, 암회색 석회암으로 구성되며 일부 지역에서 석회암 내에 처트가 발달하고 두께는 기촌리에서 92 m 정도이다. 금천층에서 Neognathodus medexultimus, Neognathodus roundyi, Neognathodus dilatus, Gondolella bella, Diplognathodus coloradoensis, Diplognathodus edentulus, Diplognathodus papilla n. sp. Park, Idiognathodus delicatus, Streptognathodus elegantulus 등의 코노돈트 화석이 산출되었으며 지질시대는 중기 석탄기 더모이네시안조이고 이 화석들에 근거하여 금천층에 Neognathodus roundyi 생층서대가 설정되었다.

### 노두
단양군 대강면 장림리 167번지 죽령천 하천변(36°55'19.07"N, 128°20'53.83"E)에는 암회색 내지 회백색의 사암으로 구성된 금천층 노두가 드러나 있다. 노두의 금천층 주향은 북동 25°, 경사는 북서 87°이며 수평의 단층조선이 발달하고 취연성 변형작용의 결과물인 안행상 인장단열이 발달한다.

## 같이 보기
- 평안 누층군
- 만항층
- 장성층
- 태백시의 지질
- 정선군의 지질
- 평창군의 지질
- 영월군의 지질
- 강릉시의 지질
- 단양군의 지질
- 한국의 지질